# NFL Coach dell'anno
L'NFL Coach of the Year è il trofeo assegnato dall'Associated Press al miglior capo-allenatore della stagione nella National Football League. Il premio è stato assegnato a partire dalla stagione 1970.
I capi allenatore più titolati sono 2 a quota 3 successi: Chuck Knox, con tre squadre differenti, e Bill Belichick, tutti vinti con i Patriots.  Quest'ultimo è ancora in attività.

## Selezione
Il vincitore viene scelto da un giuria composta da 50 giornalisti sportivi che seguono regolarmente la National Football League, selezionati dall'Associated Press in modo da coprire uniformemente tutti i media (carta stampata, televisione, radio e web) e che raccontino la NFL su base nazionale, ossia non avendo conoscenza specifica di una singola squadra ma dell'intero campionato.
Dalla stagione 2011 il premio viene conferito nel corso della cerimonia annuale degli NFL Honors che si tiene nei giorni precedenti il Super Bowl.

## Albo d'oro

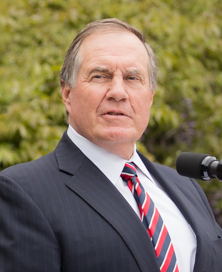
Bill Belichick riconosciuto per tre volte allenatore dell'anno

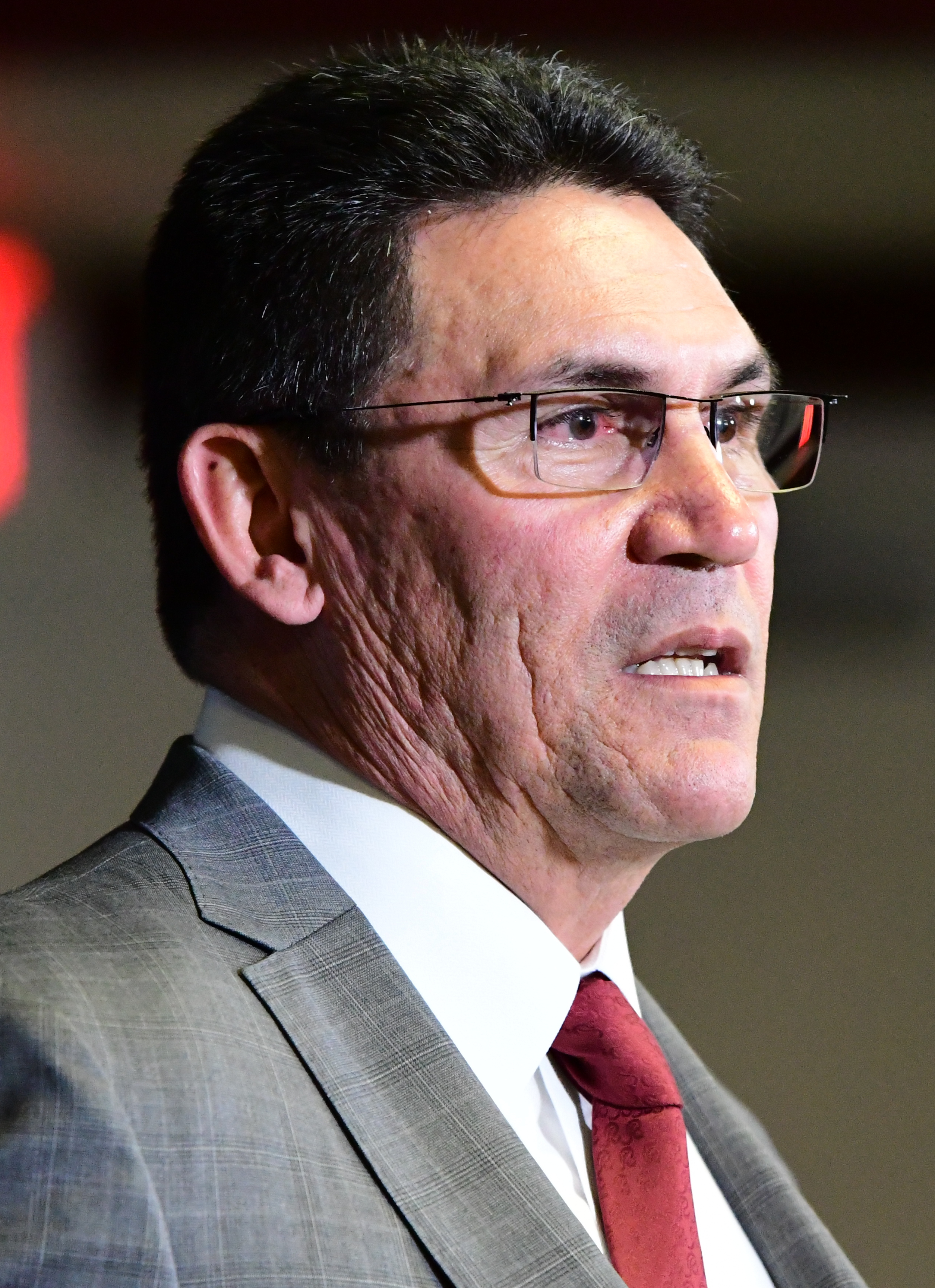
Ron Rivera premiato due volte come miglior allenatore dell'anno

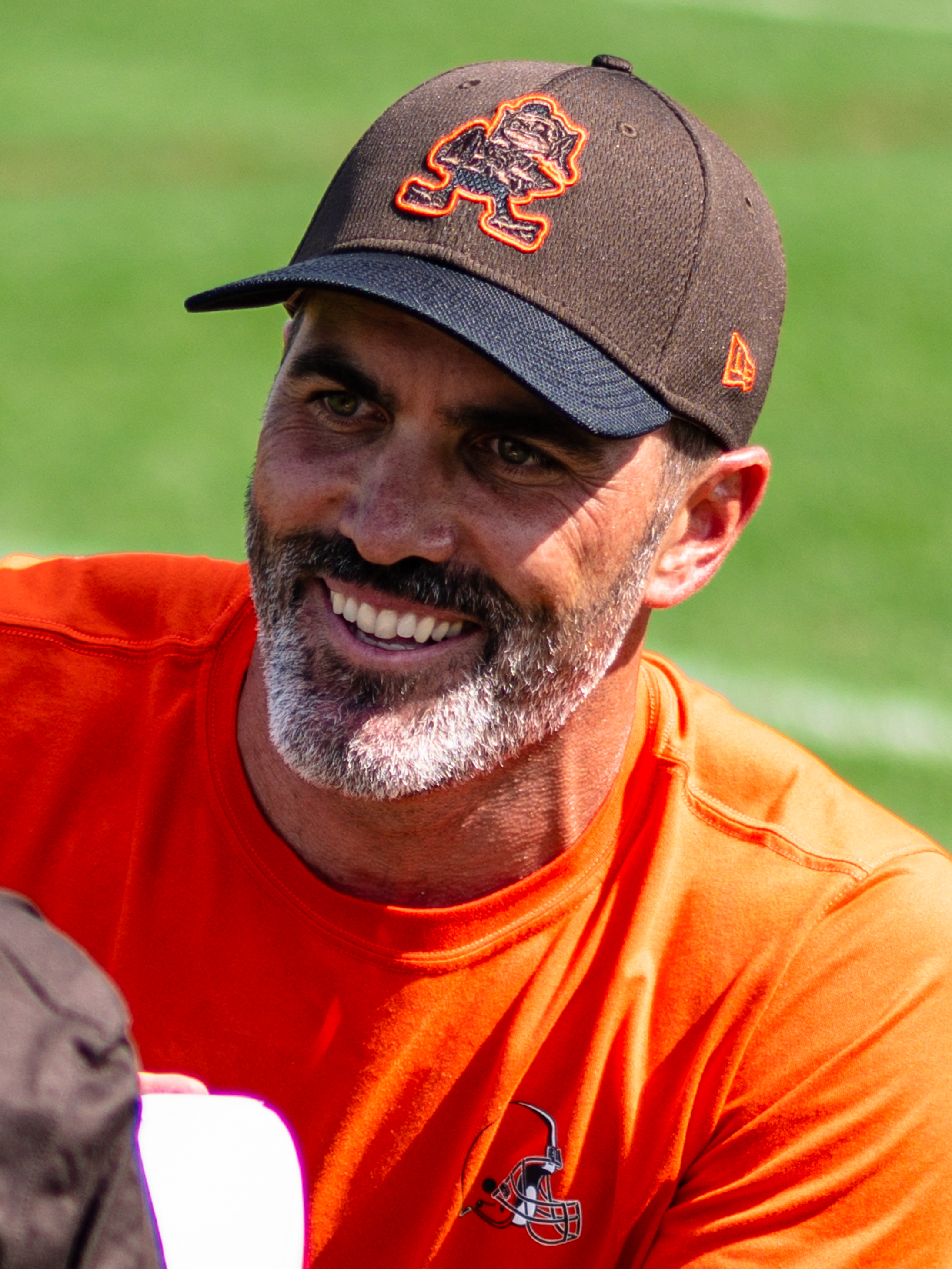
Kevin Stefanski premiato per la stagione 2023, la seconda volta in carriera

| Stagione | Vincitore            | Squadra              |
| -------- | -------------------- | -------------------- |
| 1970     | Dick Nolan           | San Francisco 49ers  |
| 1971     | George Allen         | Washington Redskins  |
| 1972     | Don Shula            | Miami Dolphins       |
| 1973     | Chuck Knox           | Los Angeles Rams     |
| 1974     | Don Coryell          | St. Louis Cardinals  |
| 1975     | Ted Marchibroda      | Baltimore Colts      |
| 1976     | Forrest Gregg        | Cleveland Browns     |
| 1977     | Red Miller           | Denver Broncos       |
| 1978     | Jack Patera          | Seattle Seahawks     |
| 1979     | Jack Pardee          | Washington Redskins  |
| 1980     | Chuck Knox (2)       | Buffalo Bills        |
| 1981     | Bill Walsh           | San Francisco 49ers  |
| 1982     | Joe Gibbs            | Washington Redskins  |
| 1983     | Joe Gibbs (2)        | Washington Redskins  |
| 1984     | Chuck Knox (3)       | Seattle Seahawks     |
| 1985     | Mike Ditka           | Chicago Bears        |
| 1986     | Bill Parcells        | New York Giants      |
| 1987     | Jim Mora             | New Orleans Saints   |
| 1988     | Mike Ditka (2)       | Chicago Bears        |
| 1989     | Lindy Infante        | Green Bay Packers    |
| 1990     | Jimmy Johnson        | Dallas Cowboys       |
| 1991     | Wayne Fontes         | Detroit Lions        |
| 1992     | Bill Cowher          | Pittsburgh Steelers  |
| 1993     | Dan Reeves           | New York Giants      |
| 1994     | Bill Parcells (2)    | New England Patriots |
| 1995     | Ray Rhodes           | Philadelphia Eagles  |
| 1996     | Dom Capers           | Carolina Panthers    |
| 1997     | Jim Fassel           | New York Giants      |
| 1998     | Dan Reeves (2)       | Atlanta Falcons      |
| 1999     | Dick Vermeil         | St. Louis Rams       |
| 2000     | Jim Haslett          | New Orleans Saints   |
| 2001     | Dick Jauron          | Chicago Bears        |
| 2002     | Andy Reid            | Philadelphia Eagles  |
| 2003     | Bill Belichick       | New England Patriots |
| 2004     | Marty Schottenheimer | San Diego Chargers   |
| 2005     | Lovie Smith          | Chicago Bears        |
| 2006     | Sean Payton          | New Orleans Saints   |
| 2007     | Bill Belichick (2)   | New England Patriots |
| 2008     | Mike Smith           | Atlanta Falcons      |
| 2009     | Marvin Lewis         | Cincinnati Bengals   |
| 2010     | Bill Belichick (3)   | New England Patriots |
| 2011     | Jim Harbaugh         | San Francisco 49ers  |
| 2012     | Bruce Arians         | Indianapolis Colts   |
| 2013     | Ron Rivera           | Carolina Panthers    |
| 2014     | Bruce Arians (2)     | Arizona Cardinals    |
| 2015     | Ron Rivera (2)       | Carolina Panthers    |
| 2016     | Jason Garrett        | Dallas Cowboys       |
| 2017     | Sean McVay           | Los Angeles Rams     |
| 2018     | Matt Nagy            | Chicago Bears        |
| 2019     | John Harbaugh        | Baltimore Ravens     |
| 2020     | Kevin Stefanski      | Cleveland Browns     |
| 2021     | Mike Vrabel          | Tennessee Titans     |
| 2022     | Brian Daboll         | New York Giants      |
| 2023     | Kevin Stefanski (2)  | Cleveland Browns     |
| 2024     | Kevin O'Connell      | Minnesota Vikings    |